# Paspalum tinctum
Paspalum tinctum är en gräsart som beskrevs av Mary Agnes Chase. Paspalum tinctum ingår i släktet tvillinghirser, och familjen gräs. Inga underarter finns listade i Catalogue of Life.